# Davy Armstrong
Davy Armstrong (Aurora, 3 november 1991) is een Amerikaans voetballer. In 2015 tekende hij bij Colorado Springs Switchbacks uit de USL.

## Clubcarrière
Armstrong tekende op 16 augustus 2010 als Home Grown Player een contract bij Colorado Rapids. Op 29 september 2011 maakte hij in de CONCACAF Champions League tegen Isidro Metapán zijn debuut voor Colorado. Zijn MLS debuut maakte hij op 28 oktober 2012 tegen Houston Dynamo.
Op 1 augustus 2013 werd Armstrong tot het einde van het seizoen uitgeleend aan Phoenix FC, dat uitkomt op het derde niveau in de VS. Op 25 november 2014 werd bekendgemaakt dat zijn contract bij Colorado niet verlengd werd. Op 4 februari 2015 tekende hij bij Colorado Springs Switchbacks